# Marqu (ort i Kina, Tibet Autonomous Region, lat 29,85, long 90,74)
Marqu (kinesiska: 马乡) är en ort i Kina. Den ligger i den autonoma regionen Tibet, i den sydvästra delen av landet, omkring 44 kilometer nordväst om regionhuvudstaden Lhasa. Antalet invånare är 4 500. Befolkningen består av 2 269 kvinnor och 2 231 män. Barn under 15 år utgör 24,0 %, vuxna 15-64 år 70 %, och äldre över 65 år 5,0 %.
Runt Marqu är det glesbefolkat, med 16 invånare per kvadratkilometer. Närmaste större samhälle är Dêqên, 12,3 km norr om Marqu. Trakten runt Marqu består i huvudsak av gräsmarker.
Genomsnittlig årsnederbörd är 762 millimeter. Den regnigaste månaden är juli, med i genomsnitt 262 mm nederbörd, och den torraste är november, med 1 mm nederbörd.